# 김봉자
김봉자(1943년 10월 19일~)는 조선민주주의인민공화국의 크로스컨트리 스키 선수로, 1964년 동계 올림픽에 참가했다.